# Винчестер (Мисури)
Винчестер (енгл. Winchester) град је у америчкој савезној држави Мисури.

## Демографија
По попису из 2010. године број становника је 1.547, што је 104 (-6,3%) становника мање него 2000. године.
| Група             | 2000.         | 2010.         |
| Белци             | 1.570 (95,1%) | 1.394 (90,1%) |
| Афроамериканци    | 21 (1,3%)     | 19 (1,2%)     |
| Азијати           | 16 (1,0%)     | 22 (1,4%)     |
| Хиспаноамериканци | 31 (1,9%)     | 68 (4,4%)     |
| Укупно            | 1.651         | 1.547         |